# Australská strana práce
Australská strana práce (anglicky Australian Labor Party, zkratkou ALP, česky také Australská labouristická strana) je australská levicová politická strana.
Strana byla založena v roce 1891 (je tedy starší než britská Labouristická strana) a ideologicky se řadí k demokratickému socialismu a sociální demokracii a je členkou Progresivní aliance.
V letech 2007 až 2013 byla vládnoucí stranou na federální úrovni. V letech 2013 až 2022 působila v opozici. Od roku 2019 je jejím předsedou Anthony Albanese, který stranu v květnu 2022 přivedl k vítězství v parlamentních volbách a stal se premiérem Austrálie.

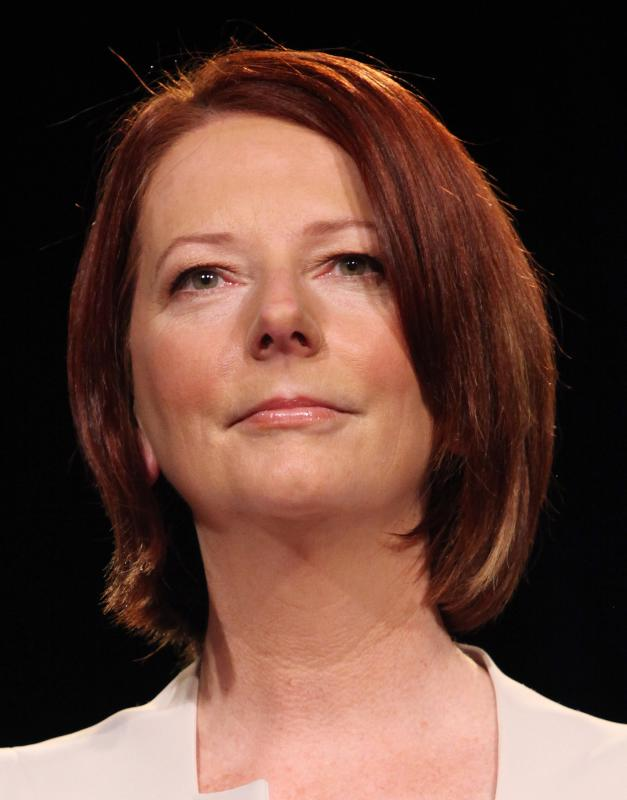
Julia Gillardová, bývalá předsedkyně strany a v letech 2010 až 2013 první australská premiérka